# Жиль Орвальский

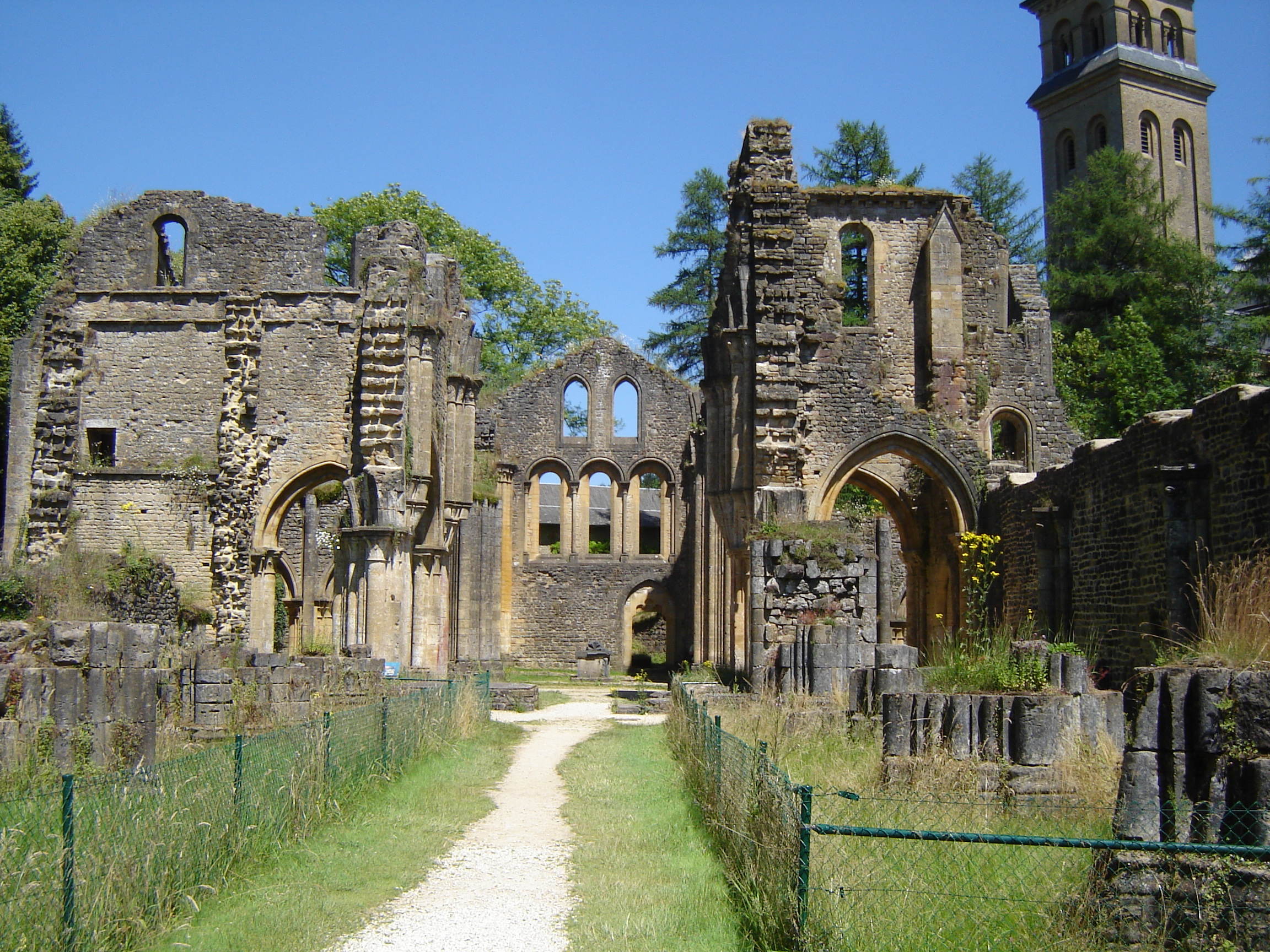
Руины аббатства Орваль, XII—XIII вв.

Жиль Орвальский, или Жиль д’Орваль, он же Гиллис ван Орваль, или Эгидий Льежский (нидерл. Gillis van Orval, фр. Gilles d'Orval, лат. Aegidius Aureaevallensis, или Aegidius Leodiensis; ум. после 1251) — нидерландский хронист из Льежского княжества-епископства, монах-цистерцианец из аббатства Орваль близ Флоранвиля (совр. бельгийская провинция Люксембург), автор «Деяний Льежских епископов» (лат. Gesta episcoporum Leodiensium).  

## Жизнь и труды
Происхождение, а также место и время рождения точно неизвестны. Вероятно, был уроженцем Льежа или его окрестностей, получив начальное образование в школе при льежском кафедральном соборе Св. Ламберта. В юном возрасте вступил в орден цистерцианцев, подвизавшись в аббатстве Нотр-Дам-д’Орваль, относившемся в XIII веке к епархии Трира (ныне принадлежит общине траппистов и подчиняется епархии Намюра). В 1241 году стал приором монастыря, прожив там ещё не менее десяти лет. 
«Деяния Льежских епископов» (лат. Gesta episcoporum Leodiensium) написаны Жилем между 1247 и 1251 годами и охватывают историю епархии Льежа и её предстоятелей, начиная с правления Теодуина/Дитвина (1048—1075) до вступления на престол в 1247 году Генриха III Гелдернского. Продолжив в них хроники Херигера Лоббского и Ансельма Льежского (XI в.), содержание которых, охватывающее события с IV века н. э. по 1048 год, кратко излагается в первых двух книгах, Жиль добавляет к ним в третьей собственный материал.
По своему характеру «Деяния Льежских епископов», посвящённые возможному их редактору канонику Морису из Юи, являются обширной компиляцией, собранной без особой критики использованных источников, среди которых, помимо вышеназванных, следует назвать «Всемирную хронику» Сигеберта из Жамблу (около 1112 г.), «Хронику монастыря Св. Лаврентия в Льеже» (лат. Chronica S. Laurentii Leodiensis) Руперта из Дёйца (ум. 1129), «Деяния Синт-Трёйденских аббатов» (лат. Gesta Abbatum Trudonensium) Рудольфа Трёйденского (ум. 1138), «Анналы» Ламберта Малого (кон. XII в.), «Хронику Эно» Жильбера Монсского (около 1200 г.), «Льежскую рифмованную хронику», «Трирские деяния» (XII в.), житие Св. Серватия Маастрихтского и др. Помимо этого, анализ текста «Деяний» выдаёт знакомство их автора с трактатом Беды Достопочтенного «О счёте времён» (лат. De temporum ratione), «Зерцалом историческим» Винсента из Бове, хрониками Одона Дейльского, Оттона Фрейзингенского, Роберта из Ториньи  и Гелинанда из Фруамона, а также анонимными «Заметками об Орвале» (лат. Notae Aureaevallenses). 
Невзирая на свой откровенно апологетический характер, наличие хронологических ошибок и перенасыщенность повествования описаниями чудес, «Деяния» являются важным источником по истории Льежского княжества-епископства и католической церкви в Нидерландах. Это первое в средневековой латинской историографии произведение, в котором перечисляются все дети последнего независимого короля Лотарингии Цвентибольда (895—900). В главах 40-46 «Деяний» содержатся выдержки из древнего жития крестителя Нидерландов Св. Аманда (ум. 684), которым предшествует пролог Св. Анно из Кёльна. 
«Деяния Льежских епископов» Жиля Орвальского использованы были его младшим современником хронистом Альбериком из аббатства Труа-Фонтен, в середине XIV века получили продолжение в одноимённом сочинении каноника собора Св. Ламберта в Льеже Жана де Гоксема, а во второй половине XIV-го — первой половине XV столетий цитировались Жаном из Варнана, Матиасом Льежским, Радульфом из Риво и Жаном де Ставло.
Хроника Жиля из Орваля сохранилась не менее чем в 12 рукописях XIII—XVI веков, одна из которых является автографической и хранится в собрании библиотеки Высшей семинарии Люксембурга (MS 264). Впервые она была издана в 1613 году в Льеже местным историком и богословом Жаном Шаповиллем, в подготовленном им к печати втором томе собрания «Деяний епископов Тонгерена, Маастрихта и Льежа». Комментированная научная публикация «Деяний» выпущена была в 1880 году в Ганновере немецким историком Иоганнесом Хеллером, включившим их в 25 том подсерии Scriptores in Folio продолжающегося издания «Monumenta Germaniae Historica».
Незадолго до своей смерти Жиль Орвальский составил на основе своей хроники «Краткие деяния льежских епископов» (лат. Gesta episcoporum Leodensium abbreviata), вероятно, предназначавшиеся для обучения монахов и сохранившиеся в рукописи XVI века из Королевской библиотеки Бельгии в Брюсселе.

## Издания
- Aegidii Aureaevallis Gesta pontificum Leodiensium // Qui Gesta pontificum Tungrensium, Traiectensium, et Leodiensium scripserunt, auctores praecipui, ad seriem rerum temporum collocati. Edidit Joannes Chapeauville. — Tomus II. — Leodii, 1613. — 1–270.
- Aegidii Aureaevallensis gesta episcoporum Leodiensium, hrsg. von Johannes Heller // Monumenta Germaniae Historica. — Tomus XXV. — Hannoverae, 1880. —  pp. 1–129. — (Scriptores in Folio).